# Fin de concession
Pour plus de détails, voir Fiche technique et Distribution.
Fin de concession est un documentaire français réalisé par Pierre Carles sorti en 2010. Il complète une trilogie sur les médias inaugurée en 1998 avec Pas vu pas pris et poursuivie en 2002 avec Enfin pris ?. 
Présenté en avant-première le 9 juillet 2010 lors du Festival de La Rochelle, puis le 16 octobre au festival « Échos d'ici et d'ailleurs » à Labastide-Rouairoux, Fin de concession est sorti en salles en France le 27 octobre.

## Synopsis
Pierre Carles se demande pourquoi personne ne parle jamais du fait que la concession de la première chaîne de télévision française à TF1/Bouygues a été renouvelée automatiquement depuis 1987 par le Conseil supérieur de l'audiovisuel, avec la complaisance de la classe politique. Pour ce faire, il prend sa caméra et son micro et entreprend d'aller interviewer des personnalités de la télévision française. Il comprend vite que la méthode qui avait fonctionné dans Pas vu pas pris ne marche plus. Il finit par s'interroger sur sa propre démarche et sur la critique des médias en général.

## Fiche technique
- Réalisation : Pierre Carles
- Production : Annie Madeleine Gonzalez
  - Coproduction : Elisabeth Beldame
- Société de production : C-P Productions
- Pays :  France
- Langue : français
- Genre : documentaire
- Durée : 128 minutes
- Date de sortie : 
  -  France : 9 juillet 2010 (Festival de La Rochelle), 16 octobre 2010 (Festival Échos d'ici et d'ailleurs), 27 octobre 2010 (sortie nationale)

## Distribution
- Pierre Carles : lui-même, Carlos Pedro
- Michel Fiszbin
- David Pujadas
- Jean-Marie Cavada
- Michèle Cotta
- Jean-Luc Mélenchon
- Charles Villeneuve
- Étienne Mougeotte
- Élise Lucet
- Arnaud Montebourg
- Jean-Pierre Elkabbach
- Jacques Chancel
- Patrick Poivre d'Arvor
- Hervé Bourges
- Marc Touati

## Lieux de tournage
Le film est essentiellement tourné à Paris. On reconnaît notamment le Parc André-Citroën, la place de la Concorde et le jardin des plantes.

## Réception critique
Raymond Macherel, animateur de La Télé de Gauche, voit Fin de concession comme « un film somme, où l'auteur reprend les mécaniques comiques de certains de ses précédents films, en les poussant au maximum de leurs impossibilités avec un art de la mise en abyme qu'il n'avait pas atteint précédemment ».

## Accueil

### Polémiques
À la fin du film, Pierre Carles et Michel Fiszbin vont remettre la Laisse d'or à David Pujadas, considéré comme le journaliste « le plus servile de France » pour son interview du syndicaliste Xavier Mathieu. Le scooter de Pujadas est alors repeint couleur or. Cet incident prend alors une dimension surprenante dans les médias, qui accusent Pierre Carles et ses compagnons d'avoir voulu lui passer une laisse pour chien.
Dans un des extraits du film diffusé avant la sortie en salle, on entend Arnaud Montebourg déclarer que c'est le moment de s'attaquer à TF1, qualifiée de « télévision de la droite » et de « télévision des idées qui détruisent la France ».